# Coupe du monde des nations (handball)
Pour les articles homonymes, voir Coupe des nations.
La Coupe du monde des nations (ou en anglais : World cup) est un terme désignant deux compétitions internationales amicales de handball :
- la Coupe du monde Statoil, épreuve masculine organisée par la Suède entre 1971 et 2010 en alternance avec la Supercoupe des nations ;
- la Coupe du monde GF, épreuve féminine organisée par le Danemark entre 2005 et 2011.

Ces compétitions réunissaient des équipes nationales invitées par le pays organisateur et étaient considérés comme des tournois de très haut niveau servant de préparation aux compétitions internationales officielles.

## Épreuve masculine
Le palmarès de l'épreuve masculine est, :

### Palmarès
| Année      | Vainqueur            | Finaliste          | 3e place           |
| ---------- | -------------------- | ------------------ | ------------------ |
| 1971 (de)  | Yougoslavie          | Roumanie           | Union soviétique   |
| 1974 (de)  | Yougoslavie (2)      | Pologne            | Allemagne de l'Est |
| 1979 (de)  | Union soviétique     | Pologne            | Allemagne de l'Est |
| 1984 (de)  | Union soviétique (2) | Danemark           | Yougoslavie        |
| 1988 (de)  | Allemagne de l'Ouest | Allemagne de l'Est | Suède              |
| 1992 (de)  | Suède                | Yougoslavie        | Espagne            |
| 1996 (de), | Suède (2)            | Russie             | France             |
| 1999 (de)  | Allemagne (2)        | Russie             | Suède              |
| 2002 (de)  | France               | Danemark           | Allemagne          |
| 2004 (de)  | Suède (3)            | Danemark           | France             |
| 2006 (de)  | Croatie              | Tunisie            | Suède              |
| 2008       | Non disputée         | Non disputée       | Non disputée       |
| 2010 (de)  | Danemark             | Suède              | Islande            |

Remarque : toutes les éditions ont été disputées uniquement en Suède sauf l'édition 2006 qui a eu lieu en Suède et en Allemagne.

### Tableau d'honneur
| Pays                 | Vainqueur | Finaliste | 3e place | Part. |
| -------------------- | --------- | --------- | -------- | ----- |
| Suède                | 3         | 1         | 3        | 12    |
| Yougoslavie          | 2         | 1         | 1        | 7     |
| Union soviétique     | 2         | 0         | 1        | 5     |
| Danemark             | 1         | 3         | 0        | 8     |
| France               | 1         | 0         | 2        | 4     |
| Allemagne            | 1         | 0         | 1        | 5     |
| Croatie              | 1         | 0         | 0        | 3     |
| Allemagne de l'Est   | 1         | 0         | 0        | 5     |
| Pologne              | 0         | 2         | 0        | 3     |
| Russie               | 0         | 2         | 0        | 3     |
| Allemagne de l'Ouest | 0         | 1         | 2        | 5     |
| Tunisie              | 0         | 1         | 0        | 1     |
| Roumanie             | 0         | 1         | 0        | 3     |
| Espagne              | 0         | 0         | 1        | 5     |
| Islande              | 0         | 0         | 1        | 5     |
| Total                | 12        | 12        | 12       | 74    |

## Épreuve féminine
Le palmarès de l'épreuve féminine est, :

### Palmarès
| Édition   | Dates           | Vainqueur    | Finaliste    | 3e place  | 4e place  | Autres équipes                       | Meilleure joueuse                   |
| --------- | --------------- | ------------ | ------------ | --------- | --------- | ------------------------------------ | ----------------------------------- |
| 2005 (da) | 15-20 novembre  | Norvège (1)  | Corée du Sud | Russie    | Roumanie  | Danemark, Ukraine, Suède, France     | Song Hai-rim, Corée du Sud          |
| 2006 (da) | 14-19 novembre  | Russie (1)   | Roumanie     | Danemark  | Ukraine   | Pays-Bas, Pologne, Suède, Brésil     | Henriette Rønde Mikkelsen, Danemark |
| 2007 (da) | 16-21 octobre   | Russie (2)   | France       | Norvège   | Danemark  | Roumanie, Ukraine, Suède, Brésil     | Gro Hammerseng, Norvège             |
| 2008 (da) | 14-19 octobre   | Norvège (2)  | Danemark     | France    | Allemagne | Russie, Roumanie, Suède, Hongrie     | Tonje Larsen, Norvège               |
| 2009 (da) | 22-27 septembre | Roumanie (1) | Norvège      | Allemagne | Danemark  | Russie, Suède, Hongrie, France       | Cristina Neagu, Roumanie            |
| 2010 (da) | 21-26 septembre | Roumanie (2) | Norvège      | France    | Danemark  | Russie, Suède, Allemagne, Hongrie    | Cristina Neagu, Roumanie            |
| 2011 (da) | 20-25 septembre | Russie (3)   | Norvège      | France    | Espagne   | Allemagne, Suède, Roumanie, Danemark | Allison Pineau, France              |

### Tableau d'honneur
| Pays         | Vainqueur | Finaliste | 3e place | Part. |
| ------------ | --------- | --------- | -------- | ----- |
| Russie       | 3         | 0         | 1        | 7     |
| Norvège      | 2         | 3         | 1        | 6     |
| Roumanie     | 2         | 1         | 0        | 7     |
| France       | 0         | 1         | 3        | 6     |
| Danemark     | 0         | 1         | 1        | 7     |
| Corée du Sud | 0         | 1         | 0        | 1     |
| Allemagne    | 0         | 0         | 1        | 4     |
| Total        | 7         | 7         | 7        | 38    |